# Danmarks IF
Danmarks Idrottsförening (eller Danmarks IF, DIF) er en idrætsforening hjemmehørende i Danmarks församling beliggende udenfor Uppsala i Sverige, som har bandy (herunder indendørs bandy i Relitahallen) og fodbold (herrer og kvinder) på programmet med et samlet medlemtal på 2.150 (pr. 2006). Foreningens navn stammer fra en lille by syv kilometer syd for Uppsala med et par hundrede indbyggere i Uppsala län (Danmarks församling har en befolkning på 10 484 pr. 2006) og har ingen direkte relationer med selve staten Danmark – til trods for dette har flere danske virksomheder har valgt at sponsorere klubbens kvindehold i den næstbedste svenske række – deriblandt Wonderful Copenhagen samt et-årig aftale med VisitDenmark (Danmarks Turistråd).

## Foreningens historie
Foreningen blev stiftet den 19. april 1931 i Hembygdsgården og man bestemte sig for en spilledragt bestående af en rød trøje og hvide bukser. Foreningens første bestyrelse bestod af Harald Petterson (formand), Carl-Johan Ederoth, Wilhelm Eliasson, Harry Fredriksson Martin Nilsson og Erik Lindell. Fodbold var på foreningens program fra starten og man spillede det første år to fodboldkampe. Man blev medlem af Riksidrottsförbundet och Svenska Fotbollförbundet i 1932 og medlem i Varpförbundet i 1969.
Tre år efter klubbens stiftelse besluttede man sig for at tage betaling (25 öre) for adgang til klubbens fodboldkampe. I årene der fulgte, perioden 1935-1937, havde klubben ikke adgang til en bane til afvikling af fodboldkampe og det medførte at medlemstallet sank til godt 6 betalende medlemmer i 1937. Det følgende år fik klubben sin gamle bane tilbage i et års tid. I 1939 fik man af Danmarks Prästgård tilladelse til at anlægge en ny fodboldbane på en mark. Fodboldbanen blev navngivet Gropvällen og klubben spillede her deres kampe de næste 20 år, dog med en undtagelse i 1955, da man havde spilleforbud på marken og man måtte flytte til en midlertidig hjemmebane hos Fålhagens IP. I 1945 blev en komité sammensat med det formål at anskaffe et kommunalt anlæg, hvilket resulterede i at Danmarks kommun i 1947 afsatte 10.000 kronor til en ny idrætsplads. Bergsbrunna Tegelbruk i 1954 kontrakt på at anlægge idrætspladsen på en lergropen ved Bergsbrunna, som sammen med en del frivillige arbejdskraft, indviedes den 5. juli 1959 som Danelid IP. I 1974 byggede og indviede man en mindre reservebane nord for Danelid med egne ressourcer, som i 1981 blev udvidet til at have samme mål som en stor fodboldbane. I løbet af 1976 investerede man i bedre belysning af naturskønne Danelid samt anskaffelsen af en kiosk. Tilskuerrekorden på stadion blev til i 1982, da TV-laget spillede mod Danmarks IF og endte med en sejr til TV-laget på 8-6 efter straffesparkskonkurrence. Handlingerne om at købe Danelid fra Gustafsberg afsluttedes i 1985, således at man fra og med den 1. januar 1986 ejer deres fodboldanlæg Danelids IP (400 lux) i Bergsbrunna.
I 1942-sæsonen vandt klubbens førstehold Uppsalaseriens klass II. Tre år senere tabte kvalifikationskampen til oprykning til Upplandsserien mod Torstuna – en oprykning som først lykkedes i 1946-sæsonen, da klubbens A-trup endte på en samlet andenplads i Uppsalaserien. I 1948 øgedes medlemskontingentet med 50% fra 2 kronor til 3 kronor og klubben havde 5 hold i serierne, hvor A-hold nåede finalen i kredsmesterskabet og blev det følgende år kredsmester 1950. I 1960 vandt holdet endvidere Ålands-cupen. I 1963 rykker A-truppen ud af Upplandsserien og havner i division VII. I 1972 vinder man serien samlet og rykker op i Division V, som igen sørger for oprykning til Division IV med en samlet seriesejr. Man rykkede dog sidenhen ned før man med en ny samlet seriesejr i 1975 rykkede op i division IV igen.
Danmarks IF byggede i 1940 en pavillon til omklædning for en samlet omkostning af 800 kr. Det nuværende klubhus blev oprindeligt opført i 1973, og sidenhen udviet i 1981 gennem en tilbygning af det gamle klubhus. DIF har i dag deres eget klubhus på godt 200 kvadratmeter samt et 100 kvadratmeter omklædningsrum. Det totale antal medlemmer er steget fra 1.705 medlemmer i 2000 til 2.150 medlemmer i 2006, således at Danmarks IF havde 42 hold repræsenteret på forskellige niveauer i forskellige serier. Nye lokaler til styrketræning stod færdige i 1988.
Foreningen har tidligere haft gymnastik som tilbud, som det blev dyrket på et mindre niveau, hvor den første klubkamp blev udkæmpet og vundet i 1933 mod Drott fra Lagga. Uppsävjaskolans gymnastikhall, som stod færdig i 1978, har bl.a. lettet arbejdet med foreningen. Bandy blev introduceret i klubben i 1942 og man er i dag medlem af Upplands Bandyförbund og samarbejder med Vindhemspojkarna og Uppsala BOIS, da man ikke har sin egen bane til bandy. Endvidere blev bordtennis startet i 1949 og ishockey i 1951. Skiafdelingen, som blev startet i 19??, blev nedlagt i 1961. Kvindeafdelingen blev startet den 8. december 1966 på initiativ af Kerstin Högman, som samtidig blev afdelingens første formand. Oldboysafdelingen blev stiftet den 8. maj 1968 på initiativ af Gösta Eriksson, som havde formandsposten frem til sin død i 1980. Den nuværende fodboldafdeling blev stiftet i 1971 og er i dag medlem af Upplands Fotbollsförbund. Foreningens første konsulent blev ansat i 1980. I 1986 inviededes en minigolfbane i Vilan i samarbejde med Sävja TK og Danmarks IF. I 1989 skete der en større reorganisering af foreningens forskellige afdelinger, hvor bl.a. arbejdsgrupper med markedsføring og udvikling blev introduceret.
Siden årtusindeskiftet er det først og fremmest kvindeholdet i fodbold, som har haft størst fremgang med gode placeringer i division 2, som man første gang rykkede op til i 1990. Danmarks IF er derfor mest kendt for sin kvindeafdeling, som siden 2006 har spillet i den næstbedste svenske række for kvinder, Division 1 (Norrettan). Førsteholdet for herrerne har derimod haft en række dårlige resultater og er rykket ned fra division 4 til division 5 – til trods for at klubben tidligere har fremgangsrige juniorhold. I år 2004 forsvandt dog alle herrejuniorer og deres trænere og man begyndte først reetableret juniorprogrammet i år 2006 og man fik spillet sig til en sikker andenplads i Junior Division 2 den pågældende sæson.

### Foreningens formænd
- 1931-1933: Harald Pettersson
- 1934-1937: Erik Lindell
- 1938-1940: Martin Nilsson
- 1941-1941: Erik Lindell
- 1943-1943: Nils Sjöberg
- 1944-1951: Erik Lindell
- 1952-1957: Gösta Eriksson
- 1958-1965: Folke Ekarv
- 1966-1981: Birger Lindh (æresformand siden 1987)
- 1982-1985: Hans Kjellberg
- 1986-199?: Owe Hedin
- 1995-2000: Björn Olsson
- 2000-2007: Roland Bohlin

|